# Ilópolis

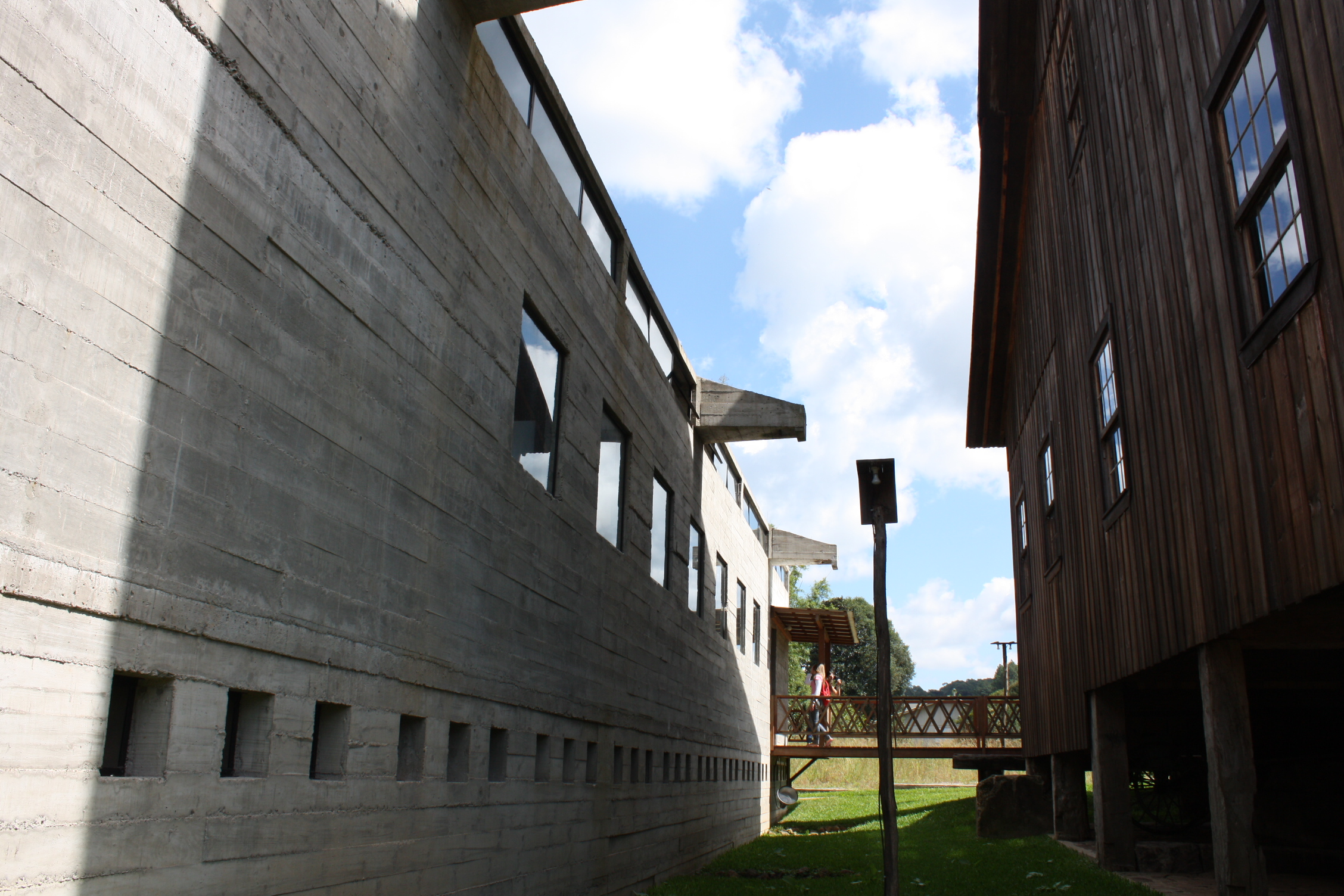
Vista del museo del pan en Ilópolis.

Ilópolis es un municipio brasileño del estado de Rio Grande do Sul.

## Etimología
El nombre de la ciudad deriva de "Ilex paraguariensis", sumándole el "polis", quedaría la "Ciudad de la Yerba Mate".

## Localización
Se encuentra ubicado a una latitud de 28º55'36" Sur y una longitud de 52º07'27" Oeste, estando a una altitud de 683 metros sobre el nivel del mar.

## Datos básicos
- Su población estimada para el año 2004 era de 4.458 habitantes.
- Ocupa una superficie de 115,42 km².

## Economía local
Su economía se basa en el cultivo, extracción e industrialización de la Yerba Mate.
- Datos: Q1757392
- Multimedia: Ilópolis / Q1757392